# Zvučni uvularni ploziv
Zvučni uvuarni ploziv suglasnik je koji postoji u nekim jezicima, a u međunarodnoj fonetskoj abecedi za njega se koristi simbolom [ɢ].
Često se pojavljuje alofonično: u turkmenskome, mongolskome, ketskome, perzijskome i inim jezicima.
Obilježja su:
- po načinu tvorbe jest ploziv
- po mjestu tvorbe jest uvularni suglasnik
- po zvučnosti jest zvučan.